# Lucas etc
 (août 2019).
Si vous disposez d'ouvrages ou d'articles de référence ou si vous connaissez des sites web de qualité traitant du thème abordé ici, merci de compléter l'article en donnant les références utiles à sa vérifiabilité et en les liant à la section « Notes et références ».
Lucas etc. est une websérie et série télévisée belge constituée de deux saisons de 52 épisodes de 7 minutes, réalisée par Lionel Delhaye, Jerome Dernovoi et Benjamin Torrini. Ces derniers ont également écrit cette série avec Xavier Vairé.
Le premier épisode de la saison 1 a été diffusé sur Auvio, le service de streaming des émissions de la RTBF, du 30 octobre 2017 au 30 novembre 2017, peu avant la diffusion sur OUFtivi le 1er janvier 2018. Le premier épisode de la saison 2 est sorti le 17 décembre 2018 sur la même plateforme de streaming.

## Synopsis
Cette série belge raconte les aventures de Lucas, 12 ans, qui débarque dans sa nouvelle famille recomposée. Alors qu'il était enfant unique, Lucas est désormais entouré de deux demi-sœurs et d’un demi-frère.

## Production
Celle-ci est produite par Dylan Klasse et Christian Delhaye. Les compagnies de production sont : Narrativ Nation, RTBF-OUFtivi, Screenbrussels et Ketnet.

## Distribution

### Acteurs principaux
- Hugo Gonzalez : Lucas Pistone
- Elliot Goldberg : Nathan Goossens
- Juliette Halloy : Eden (saison 2)
- Erwin Salebongo  : Ulysse (saison 2)
- Chloé Van Arx : Béné
- Angelo Dello Spedale : Jeff
- Salomé Dewaels : Mélodie
- Juliette Gillis : Manon
- Alexandre von Sivers : Alphonse

### Acteurs récurrents
- Nicolas Ossowski : Michaël (père de Lucas)
- Timotheée Coetsier : Malik
- Nissim Renard : Swing

### Acteurs ponctuels
- Louise Henrion : Sarah
- Nicole Shirer : Mme Bara
- Emilien Vekemans : Kevin
- Luca Cuarana : Amaury

## Épisodes

### Saison 1
1. La rencontre
2. L'emménagement
3. La rentrée
4. L'enquête
5. La voiture
6. Les délégués
7. Le hamster
8. La balle
9. La teuf
10. La cueillette
11. La fugue
12. L'interro
13. Le supermarché
14. L'agora
15. L'anniversaire surprise
16. Le départ en vacances
17. Le trajet
18. La légende
19. Le médaillon
20. Le trésor
21. Le matin
22. Le week-end chez papa
23. Le mercredi après-midi
24. La répétition
25. La fête de quartier

- + (hors série) "making-of"

### Saison 2
1. Le Barbecue
2. Le départ de Malik
3. Le Paintball
4. La voisine
5. La révolution des shorts
6. La malade imaginaire
7. Ulysse ze rich
8. Le casting
9. La boite de nuit
10. Le baston
11. L'Amnésique
12. Le camping sauvage
13. Les deux anniversaires
14. Le sac
15. Le top 10
16. Il faut sauver Noël
17. La chambre secrète
18. La course
19. La dette de Michael
20. La bonne nouvelle
21. Le canon de l'école
22. Le cyber-harcèlement
23. La soirée entre copines
24. Le vol d'interros
25. La déprime
26. Le pensionnat
27. L'Eldorado

## Sources
1. 1 2 3  « Lucas Etc… - Saison 1 », sur screen.brussels, 19 mai 2017 (consulté le 13 août 2019) et « Lucas Etc… - Saison 2 », sur screen.brussels (consulté le 27 janvier 2020)